# کلوکسو
کلوکسُ (به انگلیسی: Kloxo) یا اِل اِکس اَدمین یک تابلوی کنترل میزبانی وبِ متن باز و رایگان برای رد هت و سنت‌اواس در توزیع لینوکس است.